# 小黒昌一
小黒 昌一（おぐろ しょういち、1935年〈昭和10年〉5月4日 - 2008年〈平成20年〉11月4日）は、日本の英文学者、英語学者。早稲田大学名誉教授。専門は古代・中世英文学および古代・中世英語。小沼丹と平岡篤頼に師事。

## 略歴
新潟県新潟市出身。1951年（昭和26年）4月に新潟高等学校に入学、1953年（昭和28年）12月に祖父の小黒猶一の新潟高等学校と早稲田大学の後輩の会津八一を訪問した。
1954年（昭和29年）3月に新潟高等学校を卒業、1958年（昭和33年）3月に早稲田大学第一文学部文学科（英文学専攻）を卒業。
1962年（昭和37年）3月に早稲田大学大学院文学研究科（英文学専攻）修士課程を修了、1965年（昭和40年）6月にワシントン大学大学院（英語学専攻）修士課程を修了。
1965年（昭和40年）9月から1966年（昭和41年）6月までワシントン大学日本語講師、1966年（昭和41年）6月から1967年（昭和42年）9月までスタンフォード大学日本語講師。
1968年（昭和43年）4月に文京女子短期大学講師、東京女子大学短期大学部講師、東京学芸大学講師に就任、1972年（昭和47年）4月に東京学芸大学助教授、早稲田大学助教授に就任。
1981年（昭和56年）4月に早稲田大学第一・第二文学部教授に就任、ワシントン大学客員教授、スタンフォード大学客員教授を兼任、2006年（平成18年）3月に早稲田大学を定年退職、4月に早稲田大学名誉教授の称号を受称。
2008年（平成20年）11月4日午前9時28分に東京都新宿区の病院で心不全のため死去、73歳没。

## 親族
- 小黒猶一 - 祖父、旧制中学校漢文・国語・英語教師。雅号は「太白」[3][10]。
- 小黒昌文 - 長男、フランス文学者、早稲田大学文学部教授。

## 著作物

### 著書
- 『英文レター60日』三省堂、1970年。
- 『アメリカ面白事典 楽しみながらアメリカに強くなる本』創元社、1982年。
- 『アメリカでビジネスに成功する英会話』デイヴィッド・シャピロ[注 3]、アラン・ゲヴィルツマン[共著]、ジャパンタイムズ、1982年。
- 『GREEN COVER ENGLISH I』一橋出版、1991年。
- 『実戦ビジネス英語教本』デイヴィッド・シャピロ[注 3]、アラン・ゲヴィルツマン[共著]、ジャパンタイムズ、1991年。
- 『すぐに使える 英語スピーチ99』デイヴィッド・シャピロ[注 3][共著]、ジャパンタイムズ、1991年。
- 『GREEN COVER ENGLISH II』一橋出版、1992年。
- 『NEW STEP ENGLISH I』一橋出版、1994年。
- 『NEW STEP ENGLISH II』一橋出版、1995年。
- 『ACTIVE ENGLISH READING』一橋出版、1995年。
- 『むべの碁敵』校倉書房、2001年。
- 『尚古堂春秋』作品社、2002年。
- 『たんぽぽの詩』校倉書房、2008年。

### 訳書
- 『日本語 歴史と構造』ロイ・アンドリュー・ミラー[著]、三省堂、1972年。
- 『大学出の価値 教育過剰時代』リチャード・バリー・フリーマン（英語版）[著]、竹内書店新社、1977年。
- 『日常生活の英語誌 単語の歴史と構造』ジョージ・レスリー・ブルック[著]、研究社出版、1986年。
- 『オックスフォード辞書編集部が答える 英語の「？」』ジェレミー・マーシャル、フレッド・マクドナルド[編著]、研究社出版、1996年。
- 『イギリス/アメリカ 英語対照辞典』ノーマン・ウォーレン・シュール（英語版）[著]、豊田昌倫・貝瀬千章・吉田幸子[共訳]、研究社出版、1996年。

### 論文
- CiNii収録論文 - CiNii